# Koktebel (Film)
Koktebel (Alternativtitel: Der Weg nach Koktebel, Originaltitel: Коктебель) ist ein Film der russischen Filmemacher Boris Chlebnikow und Alexei Popogrebski. Er entstand im Jahr 2003.
Erzählt wird von der Vater-Sohn-Beziehung eines in der post-sowjetischen Ära verwitweten, vor allem aber zerbrochenen Mannes und seines frühreifen, elfjährigen Sohnes auf der Reise in die Stadt Koktebel auf der Halbinsel Krim, wo eine Schwester des Vaters lebt. Die beiden nur aus ihren Rucksäcken zehrenden Heimatlosen erhoffen sich dort einen Neuanfang. Verbunden sind sie durch Liebe, Misstrauen und Ironie. Der Sohn erträgt sein Schicksal stoisch, seine Gedanken sind stets vorausschauender, als seine Fragen zu sein scheinen, die zu oft (nicht nur vom Vater) „flapsig“ behandelt werden. Er hat nie eine Schule besucht, sich jedoch über seinen Vater, der studierter Flugzeugbauer ist, trotzdem eine Menge Wissen angeeignet. Weiß der Vater einmal keine Antwort auf die Fragen des Sohnes, so „improvisiert“ er. Hier liegt ein wichtiger Grund für das Misstrauen des Sohnes wider den Vater – des Sohnes, der Schüler auf der Schule des Lebens ist.

## Stilmittel
Vor allem zu Beginn ist Koktebel eine Verneigung der jungen russischen Regisseure vor Andrej Tarkowski. Unter anderem mit dem langsamen Zoom im Zuge auf den Knaben zeigen sie dem verstorbenen sowjetischen Über-Regisseur ihren Respekt. Im Folgenden findet das Filmteam einen eigenen vielschichtigen, aber in sich geschlossenen Stil. Neben der statischen Kamera (teilweise in Draufsicht) kommen vor allem seitliche Kamerafahrten, aber auch Handkamera und Photostrecken zum Einsatz.
Neben zwei (italienischen und russischen) Schlagern und wenigen anderen Stücken bilden vor allem Klavierthemen das musikalische Grundgerüst des Filmes: Kinderlieder von Chick Corea.

## Handlung

### Auf der Reise
Vater und Sohn haben die Nacht in einer Straßenunterführung verbracht. Auf die Frage des Sohnes, ob sie bis Krim laufen wollen, reagiert der Vater sarkastisch. Sie setzen ihren Weg per Schwarzfahrt in einem Güterwagen fort. Bei einem Zwischenhalt will der Vater Äpfel unter ein paar entfernten Bäumen aufklauben und verpasst so beinahe den wieder anfahrenden Zug. Der stets verantwortungsvolle Sohn denkt sofort an den Rucksack des Vaters – dieser hätte ihn bei der inzwischen einsetzenden frühwinterlichen Kälte unbedingt gebraucht, wenn er nicht mehr hätte aufspringen können. Der (dann stehende) Zug wird für diese Nacht auch Schlafplatz der beiden sein.
Während der Nacht werden die beiden von einem Wächter entdeckt. Die Gewissheit des Jungen, sie würden der Polizei übergeben, stellt sich jedoch als haltlos heraus, nicht ohne dass der Vater sich über die Ängste seines Sohnes belustigt. Der Wächter führt sie zu seinem Haus (der Zug hätte seinen Weg in jedem Falle nicht fortgesetzt) und bewirtet sie, nur den angebotenen Wodka lehnt der Vater (noch) ab.
Am nächsten Morgen schickt der Vater seinen Sohn Zigaretten holen. Er kauft zwei Schachteln, eine billige für seinen Vater von dessen Geld und eine teure für sich von seinem Geld von dem er immer genug zu haben scheint, dessen mögliche Quelle aber nur indirekt offenbar (werden) wird.

### Als Tagelöhner
Vater und Sohn ziehen weiter. Bei strömendem Regen gelangen sie an ein einsam stehendes, fast völlig verfallenes Haus. Ihnen wurde gesagt, der Besitzer brauche jemanden, der sein Dach repariere: der Vater verdingt sich öfter als Tagelöhner, um Geld zu verdienen. Die Situation ist nicht ohne Komik: Während sie über das zu reparierende Dach sprechen, hält der Hausbesitzer einen völlig kaputten Regenschirm. Der Besitzer nimmt an, behält den Ausweis des Vaters ein und kündigt gleich an, nicht viel bezahlen zu wollen.
Ab dem nächsten Tag reparieren Vater und Sohn das Dach des Hauses. Während der abendlichen Mahlzeit stellt der Besitzer den unvermeidlichen Wodka auf den Tisch. Diesmal lässt sich der Vater nach Sträuben zum Trinken der fünf Tropfen Herzmittel überreden, auch wenn er sehr genau weiß, dass sein Sohn deutlich dagegen ist: Der Vater scheint lange ein ernsthaftes Alkoholproblem gehabt zu haben, und zurzeit nur trocken zu sein. Nach dem Essen tritt der Wirt auf den Jungen zu, er rezitiert aus Puschkins "Der ertrunkene Mann" und schickt den Jungen nach oben, damit er lese, während die beiden Männer Wodka trinken.
Am nächsten Tag holt der Wirt den Vater von der Reparatur unter dem Vorwand ab, er solle den Kühlschrank reparieren. Auch nun zitiert er wieder aus demselben Gedichte Puschkins, um dem Jungen zu zeigen, er solle fernbleiben. Während die beiden Männer wieder trinken, geht der Junge auf den Dachboden lesen. Er blättert in einem Buch über Vögel, die nuschelnde Stimme des Wirtes mischt sich hierbei in die Texte und wird in seinem Kopf zum Vorleser.
An einem Abend versucht der betrunkene Wirt zu zeigen, wie gut er beisammen ist: vor dem Jungen "macht er einen Elefanten", indem er erst je eine Hosentasche als Elefantenohr nach außen stülpt und danach einen Hemdzipfel als Elefantenrüssel aus seinem Hosenstall zieht. Die Wirrnis des Wodkas und die Absurdität der Situation machen den Wirt wie irre lachen, während der mit den "Ohren" schlackert. Dass der Junge keine Miene verzieht, verwirrt ihn schließlich und lässt seine Überdrehtheit abrupt ersterben. Nun muss der Junge erst grinsen, dann bis kurz vor ein Lachen lächeln: zum ersten und zum letzten Mal überhaupt.
Der Junge verbringt die weiteren Tage wieder in Einsamkeit. An einem Abend, der Vater hatte den Sohn über das Trinken wieder vergessen, bringt er ihm stark verspätet das Essen. Den Smiley "Mr. Omelett", den er aus Pfannkuchen, Spiegeleiern und Würstchenstückchen zusammengestellt hat, sowie den Schüttelreim Ужин, каторый он нужен (frei: ein angemessenes Abendessen), kann der Sohn nur noch ignorieren. Nach mehrfachem Auffordern nimmt der Junge den Teller, isst aber nicht. Der Vater spürt, wie sehr er versagt hat und geht, seinen Kummer zu ersäufen.
Am nächsten Morgen – noch nicht nüchtern – sucht der Vater verzweifelt nach Wodka ohne fündig zu werden. Er weckt den delirierenden Wirt, der ihn Wodka holen heißt. Als der Wirt ihm Geld mitgeben will, ist dieses verschwunden. Er verdächtigt den Vater des Diebstahls, es kommt zum Streit, der eskaliert, als der Wirt zum Gewehr greift. Er treibt nun Vater und Sohn über Wald und Feld mit dem Gewehr vor sich her zur nächsten Polizeistation. Als der Vater sich weigert weiterzugehen, droht der Wirt zu schießen. Der Sohn stellt sich vor den Vater, der habe nicht gestohlen. Es kommt nie zur Sprache, doch scheint es sicher, dass der Sohn das Lohngeld nahm, damit der Vater es nicht versaufe. Der Wirt schießt und trifft den Vater in der Schulter, vom Schock des eigenen Handelns gelähmt, lässt er Vater und Sohn laufen – ohne ihre Habseligkeiten und ohne Pass.

### Bei der Ärztin
Im Walde verbindet der Junge den Vater, denn ein Krankenhaus ist ihnen ohne Papiere verwehrt. Es ist das erste Mal, dass der Vater nicht weiter weiß. Seine Verzweiflung entlädt sich explosionsartig wider den Jungen, selbst seinen Sarkasmus hat er verloren. Der Vater muss zurückbleiben, der Junge macht sich auf, einen Arzt zu suchen und wird in tiefster Nacht fündig. Die Ärztin versorgt den Vater und nimmt beide auf, damit der Vater wieder gesunde.
An einem Morgen, als die Ärztin dem Vater seine Spritze geben will, liegt dieser starren Blicks auf der Liege. Als sie seinem Blicke folgt, findet sie ihn im Spiegel wieder, über den sie ihm nun vorsichtig zulächelt. Als der Vater darauf nicht reagiert schaut sie genauer hin: der Vater beobachtet über den Spiegel durch das Fenster hinter ihm hindurch seinen Sohn. Als sie sagt, der Sohn habe keinerlei Ähnlichkeit mit ihm, erzählt er, der Junge komme nach seiner Mutter. Als diese starb sei es mit ihm bergab gegangen, der Sohn war auf sich selbst gestellt, habe den Vater mit Wodka versorgt. Trotzdem sei er zu einem klugen und guten, einem normalen Jungen geworden.
Die drei wachsen nur scheinbar gut zusammen. Ein gemeinsamer Fernsehabend wirkt sehr familiär, geschaut wird ein von barocker Bachmusik begleiteter Wetterbericht. Während der inzwischen genesene Vater gern noch bleiben würde, möchte der Junge weiter. Die Frau stinke nach Schweiß und der Vater habe gelogen: Koktebel auf Krim habe er im Atlas nicht gefunden. Hier wird der Vater böse, Koktebel sei 1944 umbenannt worden und die Frau sei sehr ordentlich: ihr Geruch sei der Schweiß der Arbeit, während sie beide nur rumhingen ohne zu helfen. Doch ist er einverstanden, übermorgen weiterzuziehen.
In der folgenden Nacht erwacht der Junge und findet das Bett des Vaters leer. Auf dem Weg nach draußen um Wasser zu lassen, sieht er des Vaters Unterhose im Wohnzimmer. Als er zurückkommt ist die Unterhose fort, der Vater liegt in seinem Bett. Der Junge stellt den Vater am nächsten Morgen zur Rede, ob Koktebel noch gelte. Der Vater meint nun, man solle das Frühjahr abwarten, da die Fahrt so zu gefährlich sei, Komplikationen mit der Wunde seien nicht auszuschließen und Xenia habe sie beide ins Herz geschlossen. Der Sohn wirft ihm wieder Lüge vor und er wolle nur Sex. Der Vater bezeichnet seinen Sohn als einen Idioten.

### Allein nach Koktebel
Der Sohn setzt die Reise nach Koktebel ohne seinen Vater fort. Auf einer schlammigen Straße brechen die Gefühle des Jungen hervor: Der Vater sei der Idiot, er wolle hier bei dieser Frau nicht bleiben, er habe hier nichts zu tun. Er bricht in Tränen aus, ermahnt sich dann selbst, es sei vorbei, doch die Gefühle sind stärker als der Wille: er weint erneut. Nach dem Lachen über den "Elefanten" ist dies das zweite und letzte Mal, dass menschliche Gefühle an dem Jungen nach außen sichtbar werden.
In der eingebrochenen Dunkelheit sieht der Junge in der Ferne das Feuer eines Truckerlagers. Er versteckt sich in der Nähe und beobachtet die Trucker. Dort wird er überrascht, ein hünenhafter Mann von furchterregender Hässlichkeit wirbelt den Jungen wie scheinbar gewichtslos über sich und brüllt furchterregend und mit irrem Lachen: "Fleisch, Fleisch!".
Der Trucker nimmt den Jungen mit auf die Krim. Er ist enerviert von den vielen gestellten Fragen, doch antwortet er immer. Der Junge möchte zum Fliegerdenkmal, von dem der Vater erzählte. Er möchte prüfen, ob sein Vater über die dortigen Windverhältnisse gelogen hat – er hat nicht. Auf Krim findet der Junge das Haus der Tante, doch ist diese wenigstens bis zum Frühjahr nach Sibirien verreist. Die angebotene Hilfe einer Nachbarin lehnt er wortlos ab und zieht weiter. Er geht in ein Strandlokal und verbringt die folgende Nacht – er deckt sich mit einem Sonnenschirm mehr schlecht als recht zu – auf einer Strandliege.
Am nächsten Morgen setzt er sich auf eine Kaimauer, mit teilnahmslosen Blick starrt er in die Ferne. Eine Möwe versucht ihm sein Brötchen zu nehmen; als er sie wegschiebt beginnt sie ihn zu attackieren. Der Junge packt die Möwe am Hals und schnürt ihr die Luft ab, er könnte ihren Hals brechen. Als die Flügelschläge erlahmen, lässt der Junge den Vogel fliegen.
Auf dem Kai findet der Vater den Sohn. Sie haben sich nichts zu sagen. Das fast blecherne Geräusch, das die Wellen verursachen, sind ein überdeutlicher Verweis auf das Rattern der Schienen der Zugfahrt zu Beginn des Filmes. In anderer Zeit und an anderem Ort sind beide doch wieder zum Ausgangspunkt der Reise zurückgekehrt: mittel- und heimatlos wie sie sind, liegt vor ihnen ein langer Weg.

## Szenenauswahl

### Zugfahrt
Mittelpunkt der Szene ist der in Profilsicht gezeigte Sohn, der aus dem seitlich offenen Wagen schaut. Mit dem Stilmittel Tarkowskis bewegt sich die Kamera in Fahrtrichtung unendlich langsam und schließlich beinahe schmerzhaft dicht auf den Jungen zu. Die Zuggeräusche hierbei sind überlaut und von einem geradezu surrealen Klang. Mit einem Schnitt löst sich die Kamera von seinem Gesicht und nimmt die Wahrnehmung des Jungen an: die am Zug seitlich vorbeiziehende Landschaft.

### Gang zur Toilette
Der Sohn steht in einiger Entfernung vom Toilettenhäuschen des Wärters. Ein vorbeifahrender Zug übertönt die gesamte Szenerie. Als er passiert ist und sein Nachhall langsam verklingt, erwächst leise Technomusik. Die Kamera wechselt auf das verschlafene Gesicht des Sohnes, dessen unendlich trauriger Blick in eine ferne Welt gerichtet scheint. Man merkt deutlich die nötige Überwindung, diesen neuen Tag beginnen zu müssen. Übertrieben langsam und tapsig
bewegt sich nun die Handkamera auf das Toilettenhäuschen zu, während die Technomusik immer lauter wird. In einem musikalisch gut abgestimmten Moment – die Musik verebbt kurzzeitig um auf ein rein rhythmisches Thema zu wechseln – öffnet sich die Tür, ein beinahe grimmig dreinschauendes Mädchen tritt heraus, greift ihren am Baum aufgehängten Ghettoblaster und passiert den Jungen. Das Klappen der Tür stoppt die Musik abrupt und bringt den Jungen in die Realität zurück.

### Blick von oben
Auf dem Rückweg vom Einkaufen sagt der Junge dem Mädchen, er könne alles von oben betrachten. Er hält sich die Hand vor dem Augen. Das Mädchen betrachtet ihn grimmig und skeptisch, dann erscheint auf ihren Lippen der Anflug eines spöttischen Lächelns. Die Kamera wechselt in die Draufsicht, langsam bewegt sie sich von der Erde fort. Die Szene wechselt auf eine Bild im Sande – der Junge hat die Draufsicht gezeichnet.

### Einsamkeit
Am Abend, als der Vater dem Sohn das Essen "Mr. Smiley" bringt, ist die Kamera hinter dem Jungen, der am Dachfenster steht und in die tieffinstere Nacht starrt. Als die Kamera seine Stelle einnimmt, sieht sie den Jungen draußen stehen und hinaufschauen. Ein neuerlicher Wechsel in seine Perspektive zeigt den Jungen nun von vorn, wie er aus dem Dachfenster blickt. Als die Kamere ein drittes Mal an die Stelle des Jungen schlüpft, ist das Trugbild vor dem Fenster verschwunden – dort ist nur noch Leere und pechschwarze Nacht.

### Wäsche
Die Ärztin hat die Wäsche der beiden gewaschen, unter den Augen des Jungen hängt sie sie auf. Immer im Wechsel (Vater, dann Sohn) nimmt sie ein Kleidungsstück: erst die Hosen, dann die Pullover, die Strümpfe und schließlich die Unterhosen. Die Kamera ist statisch, die Szene so geschnitten, dass jedes Nehmen und jedes Aufhängen eines Kleidungsstücks seinen eigenen Filmschnipsel erhält. Beim letzten Kleidungsstück, der Unterhose des Jungen springt
er dazwischen: er, der er es gewohnt ist, für sich selbst zu sorgen, will sie nicht von einer Fremden aufhängen lassen, jedoch ist er zu klein, um die Leine erreichen zu können. Mit einem warmen Lächeln zieht die Ärztin die Leine zu dem völlig auf letztere fixierten Jungen herab und lässt sie wieder hochschnappen, als er seine Unterhose (im Gegensatz zu der Ärztin nimmt er nur eine Wäscheklammer) aufgehängt hat.

### Fotografien
An einem Tage liegt der Junge im Garten der Ärztin auf einem Metallgestell. Er spielt mit einer mechanischen Kamera, die er abwechselnd aufzieht und auslöst. Zunächst äußerer Betrachter schlüpft die Filmkamera in die Blickposition des Jungen, und als dieser den Photoapparat vor die Augen nimmt in die Rolle des Photofilmes. In den kurzen Augenblicken der durch das Auslösen geöffneten Blende werden die Fotoobjekte sichtbar: Seine gestreckte Hand, seine Faust, sein Schuh usw. Der gleichmäßige Rhythmus der Auslöser stirbt, als im Bild der Vater der Ärztin beim Aufhängen der Wäsche hilft. Es dauert lange, bis der nächste Auslöser dieselbe Szene erneut zeigt.

### Schafherde
Auf seinem einsamen Weg nach Koktebel stößt der Junge auf eine Schafherde. In einer Einstellung steht er als kleine, aber deutliche Silhouette vor dem inzwischen fast verdämmerten Himmel inmitten der Schafe, die die gesamte Breite einnehmen. Plötzlich drängen die Schafe nach links und kommen genau so zum Stehen, dass sie auf der einen Seite des Jungen abschließen, während die andere Seite komplett frei ist. Nun läuft der Junge los und auf die Kamera zu. Da es bergab geht verschwindet er schnell in der Schwärze der Landschaft, mit der er verschmilzt.

### Truckertanz
Von seinem Versteck aus beobachtet der Junge eine gespenstisch anmutende Szenerie im Lager der Trucker. Zwei der Trucker ringen miteinander, angefeuert durch die anderen. Einer der LKW-Scheinwerfer projiziert sie als Schatten auf eine "LKW-Leinwand". Dort sieht man zwei Schattengestalten miteinander unbeholfen tanzen. Die absurde Szenerie erinnert entfernt an den Todeswalzer in Burtons Batman.

### Touristen
Der Junge irrt durch Touristenscharen in Planerskoye. Die Perspektive hat sich ähnlich wie Ich habe keine Angst auf Augenhöhe des Kindes abgesenkt. Man sieht ein Wogen aus Badehosen, Hintern, und Bierbäuche, durch das sich die Handkamera kämpft.

### Kaimauer
Die Kaimauer wird von oben in einer statischen Einstellung gezeigt. Sie endet von links kommend in der Mitte des Bildes – dort sitzt der Junge genau im Zentrum der Photographie. Der Vater tritt im Bild von links kommend hinzu, läuft auf der Kaimauer leicht rechts versetzt, so dass er geraden Weges bis neben den Sohn laufen und sich dort daneben setzen kann. Ab dem Auftreten des Vaters ist die Symmetrie der Einstellung empfindlich gestört.

## Kritiken
„Der dialogarme, höchst bildintensive Debütfilm reflektiert über Menschen und Landschaften, das Wechselspiel von Bewegung und Ruhe, Bodenhaftung und neuer Zielsuche. Trotz einiger dramaturgischer Gleichförmigkeiten ein überzeugender, atmosphärischer und philosophisch grundierter Beitrag zur neuen Innerlichkeit im russischen Kino.“

## Auszeichnungen
Der Film wurde auf zahlreichen Festivals gezeigt. Bei den Filmfestspielen von Karlovy Vary 2003 gewann der Film den Philip Morris Award. Er gewann 2004 den Hauptpreis beim Festival GoEast in Wiesbaden.